# Manfred Kets de Vries
Pour les articles homonymes, voir de Vries.
 (novembre 2017).
Si vous disposez d'ouvrages ou d'articles de référence ou si vous connaissez des sites web de qualité traitant du thème abordé ici, merci de compléter l'article en donnant les références utiles à sa vérifiabilité et en les liant à la section « Notes et références ».
Manfred F.R. Kets de Vries est un psychanalyste d'entreprise et professeur néerlandais de leadership et développement à l'Institut européen d'administration des affaires (INSEAD). Il vit à Paris et travaille à Fontainebleau.
Il a écrit plusieurs livres dont L'entreprise névrosée, The Leader on the Couch. A Clinical Approach to Changing People and Organizations, La face cachée du leadership,

## Ouvrages
- Avec (en) The Neurotic Organization: Diagnosing and Changing Counterproductive Styles of Management, Jossey-Bass, 1984 (ISBN 0-87589-606-5)
- Avec Danny Miller, L'entreprise névrosée, McGraw-Hill, 1985.
- (en)Life and Death in the Executive Fast Lane. Essays on Irrational Organizations and Their Leaders, Jossey-Bass, 1995.
- Leaders, fous et Imposteurs, Éditions Eska, 1995.
- Combat contre l'irrationalité des managers, Éditions d’Organisation, 2002.
- (en) The Leadership Mystique: a user's manual for the human enterprise, FT Press, 2006 (ISBN 0-273-65620-1)
- (en) The Leader on the Couch: A Clinical Approach to Changing People and Organizations, John Wiley & Sons Ltd., 2006 (ISBN 9985-9757-4-X)
- (en) The Leader on the Couch: A Clinical Approach to Changing People and Organizations, John Wiley & Sons Ltd., 2006 (ISBN 9985-9757-4-X)
- Avec (en) Family Business on the Couch: A Psychological Perspective, John Wiley & Sons Ltd, 2007, 324 p. (ISBN 978-0-470-51671-3)
- (en) Sex, Money, Happiness and Death: The Quest for Authenticity, Palgrave, 2009, 264 p. (ISBN 0-230-57792-X)
- L'équation du bonheur, Eyrolles, 2008.
- (en) Reflections on Character and Leadership, John Wiley & Sons Ltd, 2009, 366 p. (ISBN 978-0-470-74242-6)
- (en) Reflections on Leadership and Career Development, John Wiley & Sons Ltd, 2009, 264 p. (ISBN 978-0-470-74246-4)
- La face cachée du leadership, 2e édition, Pearson, 2010.
- (en) Reflections on Groups and Organisations, Jossey-Bass, 2011, 360 p. (ISBN 978-0-470-74247-1)
- (en) The Hedgehog Effect: The Secrets of Building High Performance Teams, John Wiley & Sons Ltd, 2011, 316 p. (ISBN 978-1-119-97336-2)
- (en) Mindful Leadership Coaching: Journeys into the Interior, Palgrave Macmillan, 2014 (ISBN 978-1-137-38232-0)
- (en) Talking to the Shaman within : Musings on Hunting, iUneverse, 2014 (ISBN 978-1-4917-3034-8)